# Igor Poznič
Igor Poznič, slovenski nogometaš, * 13. avgust 1967, † 1. januar 2025.
Poznič je večji del kariere igral v slovenski ligi za klube Maribor, Mura in Drava. Skupno je v prvi slovenski ligi odigral 201 prvenstveni tekmi in dosegel 51 golov. Del sezone je igral tudi za Felgueiras v nižji portugalski ligi in Grazer AK v nižji avstrijski ligi.
Za slovensko reprezentanco je nastopil 7. aprila 1993 na prijateljski tekmi proti estonski reprezentanci.